# Radio Plassenburg
Radio Plassenburg ist ein Lokalradio für den Landkreis Kulmbach und Umgebung mit Sitz in Kulmbach.
Die Redaktion und das Sendestudio befinden sich in der E.C.-Baumann-Straße 5.

## Geschichte
Radio Plassenburg startete am 30. September 1988 seinen Sendebetrieb. Seitdem wurde das Programm weiter ausgebaut. Es richtet sich an die Zielgruppe der 29- bis 59-Jährigen.
Radio Plassenburg war im Jahr 2009 zum 17. Mal die Nummer 1 bei der Funkanalyse Bayern und mit einer Tagesreichweite von 25,4 Prozent einer der meistgehörten Lokalsender Bayerns. Auch 2010 konnte sich Radio Plassenburg unter den Lokalprogrammen an Einfrequenzstandorten mit 22,1 Prozent auf seiner Spitzenposition behaupten.
In den Jahren 2012 und 2013 hat Radio Plassenburg seine Tagesreichweite sogar auf 26,0 Prozent, bzw. 26,2 Prozent ausbauen können.
Seit dem 7. Oktober 2013 hat Radio Plassenburg seine zweite terrestrische Frequenz 98,9 MHz an das Jugendradio Radio Galaxy abgegeben. Seitdem gibt es in Kulmbach auch ein Radioprogramm für die Zielgruppe der 14- bis 29-Jährigen. Dadurch konnte die Versorgungslücke von Radio Galaxy in Oberfranken nunmehr endgültig geschlossen werden.
Die Redaktion und das Sendestudio von Radio Plassenburg sind im Zuge einer Gebäudesanierung im Jahr 2015 komplett umgebaut worden. Knapp 17 Monate sendete man daher aus einem provisorischen Studio im Kulmbacher Süden. Seit dem 1. November 2015 findet der Sendebetrieb wieder aus dem Stammhaus in der E.-C.-Baumann-Straße statt.
Der Umbau wurde gleichzeitig für die komplette Neueinrichtung digitaler Sendetechnik genutzt.

## Sendungen
Radio Plassenburg sendet täglich von 5 bis 19 Uhr ein eigenes Programm aus Kulmbach.
Aushängeschild ist dabei die Morningshow „Der Morgen mit Lisa & Markus“, die täglich von 5 bis 10 Uhr ausgestrahlt wird. Kernstücke sind hierbei aktuelle Themen aus Kulmbach und dem Landkreis sowie die halbstündlichen „Nachrichten von hier“ und der viertelstündliche Wetter- und Verkehrsservice. Moderiert wird die Sendung von Markus Weber und Lisa Reichel.
Die weiteren Sendungen wochentags:
- Radio Plassenburg „Besser arbeiten“ (10–14 Uhr)
- Radio Plassenburg „Ab in den Feierabend“ (14–19 Uhr)

Des Weiteren wird am Wochenende die „Radio Plassenburg Wochenshow“ ausgestrahlt. Hier werden innerhalb zwei Stunden die wichtigsten Themen der Woche noch einmal aufgearbeitet. Ausgestrahlt wird diese Sendung sonntags von 10 bis 12 Uhr.
Eine eigene Sportsendung strahlt Radio Plassenburg sowohl am Samstag, als auch am Sonntag, jeweils von 17 bis 18 Uhr aus.
Freitags von 20 bis 00 Uhr und samstags von 20 bis 02 Uhr gibt es den „Hitmix“, samstags von 18 Uhr bis 20 Uhr und Montag von 19 Uhr bis 21 Uhr die „Top 20 Hörercharts“ mit DJ Enrico Ostendorf.
Die übrigen Sendezeiten werden durch das bayernweite Mantelprogramm der BLR abgedeckt.
Ferner sendet Radio Plassenburg bei Aktionen und Festen auch live vor Ort. Beispielsweise wird der Anstich der Kulmbacher Bierwoche bereits seit vielen Jahren direkt übertragen.

## Moderation
- Markus Weber / Moderator der Sendung „Der Start in den Tag“ (5–10 Uhr), Redaktionsleiter
- Lisa Reichel / Moderatorin der Sendung „Der Start in den Tag“ (5–10 Uhr)
- Marlen Vohwinkel / stv. Redaktionsleiterin und Nachrichtenchefin
- Patricia Wagner / Moderatorin, Nachrichtensprecherin und Redakteurin
- Nicolas Peter / Moderator, Nachrichtensprecher und Redakteur
- Hannah Schellhorn / Moderatorin, Nachrichtensprecherin und Redakteurin
- Lucca Diederichs / Nachrichtensprecher und Redakteur
- Dana Knarr / Nachrichtensprecherin und Redakteurin
- Reinhard Ott / Moderator Sport am Wochenende (Sa. & So., 17–18 Uhr)
- Jörg Hofmann / Moderator
- Frederic Scheps / Moderator

## Frequenzen
- Kabelfrequenzen:

- 106,3 MHz in Kulmbach, Mainleus, Rugendorf, Stadtsteinach, Guttenberg, Ködnitz, Ludwigschorgast, Marktrodach, Presseck, Untersteinach, Bayreuth, Hollfeld, Waischenfeld, Mistelgau, Obernsees, Neuenmarkt, Wirsberg, Marktschorgast, Himmelkron, Trebgast, Bad Berneck, Gefrees und Hof
- 90,3 MHz in Burgkunstadt, Kronach und Lichtenfels
- 93,35 MHz in Steinach/Thüringen

- Terrestrische Frequenzen:

- UKW 101,6 in Kulmbach am Rehberg

- Digitaler Empfang:

- DAB+ Kanal 10B (Oberfranken-Bouquet)